# باران عشق
باران عشق یک آلبوم بی‌کلام اثر ناصر چشم‌آذر در سبک پاپ است.
این آلبوم در سال ۱۳۷۳ توسط شرکت فرهنگی هنری طنین صوت منتشر شده و دارای ۸ آهنگ است. در اسفند ۱۳۹۴ کتابی با همین نام شامل زندگی‌نامه ناصر چشم‌آذر منتشر شد.
باران عشق از مهم‌ترین آثار زندگی ناصر چشم آذر به‌شمار می‌رود که در اوایل دهه ۷۰ خورشیدی ساخته شد. این آلبوم بی نظیر با تِم ملایم در هشت قطعه تنظیم شده و ساختار آن پیوسته‌است، آلبومی که به نظر همگان موفق‌ترین اثر این آهنگساز محسوب می‌شود.

## روایت آهنگساز
ناصر چشم آذر در مورد باران عشق گفته: «باران عشق، اشک مادران داغ دیده جنگ تحمیلی ایران و عراق است که بر مزار پاک گل لاله‌هایشان گریستند و گریستند و گریستند…» همچنین در مصاحبه‌ای دیگر دربارهٔ ساخت این اثر می‌گوید: «یکبار در منزل صالح علاء نشسته بودیم و او به من گفت ناصر اینطور که نمی‌شود، باید کاری بسازی و لباس دیگری بر تن موسیقی پاپ کنی. من هم وقتی سفارش این کار را گرفتم خیلی در این فکر بودم که چه کنم سر از قالب موسیقی پاپ درنیاورم اما روند کار طوری باشد که بکر و تازه باشد. چند ماهی فکرم مشغول بود و در نهایت به این فضا نزدیک شدم. اعتقاد من این بود که «باران عشق» هست، فقط کافی است کسی آن را پیدا کند، مثل خیلی چیزهای دیگر که در عالم وجود دارد و باید آنها را کشف کرد. خوشحالم این قطعه توانست با تمام شاعران و نویسندگان با وجود اینکه بی کلام بود، ارتباط بگیرد. خودم فکر نمی‌کردم این آلبوم به این شدت در اقشار مختلف تأثیر داشته باشد، بلکه فکر می‌کردم عده ای روشنفکر، هنرجو و دانشجو دنبال این کارها هستند اما حالا دو سه دهه است که این کار در بازار هست. من می‌خواستم واقعه کربلا را با معجزه باران عشق امام حسین و یارانش سیراب کنم، لذا این واقعه را تجسم کردم و باران عشق را با صدای موج آب و باران ساختم و با استقبال مردم فهمیدم که تنها نیستم».

## روایت دیگران
تهمینه میلانی کارگردان سینما گفته‌است: «باران عشق را یک عاشق ساخته‌است. ناصر در کاری که انجام می‌داد منحصر به فرد بود اما تعصب ویژه‌ای داشت و تأکید می‌کرد که آثارش را خودش اجرا کند. او بسیار احساساتی بود و به نظر من با اینکه کار کردن با او کمی دشوار شده بود، خلاق‌ترین آهنگساز در زمینه کاری ما بود.»

## آهنگ‌ها
| شماره | نام                  | مدت   |
| ----- | -------------------- | ----- |
| ۱.    | «باران عشق»          | ۱۰:۰۳ |
| ۲.    | «انتظار»             | ۱۱:۳۸ |
| ۳.    | «دیدار»              | ۸:۲۱  |
| ۴.    | «شور عشق (قسمت اول)» | ۳:۰۹  |
| ۵.    | «شور عشق (قسمت دوم)» | ۶:۱۰  |
| ۶.    | «خواب»               | ۶:۴۴  |
| ۷.    | «طلوع»               | ۵:۵۴  |
| ۸.    | «رهایی»              | ۷:۵۵  |